# Malé Lednice
Malé Lednice (bis 1927 slowakisch „Lednica“; ungarisch Kislednic – bis 1907 Lednic) ist eine Gemeinde in der Nordwestslowakei mit 494 Einwohnern (Stand 31. Dezember 2024) und gehört zum Okres Považská Bystrica, einem Kreis des Trenčiansky kraj.

## Geographie
Die Gemeinde befindet sich am Treffpunkt der Gebirge Strážovské vrchy und Súľovské vrchy im nördlichen Teil des Talkessels Domanižská kotlina, am Bach Lednický potok im Einzugsgebiet der Waag. Das Ortszentrum liegt auf einer Höhe von 430 m n.m. und ist acht Kilometer von Rajec sowie 16 Kilometer von Považská Bystrica entfernt.
Nachbargemeinden sind Veľká Čierna im Norden, Rajec im Nordosten und Osten, Rajecká Lesná und Fačkov im Südosten, Domaniža (Hauptort und Ortsteil Kardošova Vieska) im Süden und Prečín im Westen.

## Geschichte
Malé Lednice wurde nach deutschem Recht gegründet, zum ersten Mal 1339 als Lednicze schriftlich erwähnt und gehörte zum Herrschaftsgebiet von Waagbistritz. Weitere historische Bezeichnungen sind unter anderem Lednycza (1384) und Nag Lednycze, Bester Lednice (1510). 1598 standen 28 Häuser in Malé Lednice, 1720 wohnten 13 Steuerzahler im Ort, 1784 hatte die Ortschaft 76 Häuser, 88 Familien und 483 Einwohner, 1828 zählte man 48 Häuser und 411 Einwohner, die als Landwirte beschäftigt waren. 1866 kamen bei einer Choleraepidemie binnen 43 Tagen 27 Einwohner ums Leben.
Bis 1918 gehörte der Ort im Komitat Trentschin zum Königreich Ungarn und kam danach zur Tschechoslowakei beziehungsweise heute Slowakei. In der ersten tschechoslowakischen Republik waren neben Landwirtschaft auch Schafhaltung und Weberei verbreitet. Von 1979 bis 1990 war Malé Lednice Teil der Gemeinde Domaniža.

## Bevölkerung
| Jahr                | 1994 | 2004    | 2014    | 2024    |
| ------------------- | ---- | ------- | ------- | ------- |
| Anzahl der Personen | 530  | 528     | 507     | 494     |
| Unterschied         |      | −0,37 % | −3,97 % | −2,56 % |

| Jahr                | 2023 | 2024    |
| ------------------- | ---- | ------- |
| Anzahl der Personen | 489  | 494     |
| Unterschied         |      | +1,02 % |

Gemäß der Volkszählung 2011 wohnten in Malé Lednice 506 Einwohner, davon 499 Slowaken, zwei Tschechen und ein Mährer. Vier Einwohner machten keine Angabe zur Ethnie.
495 Einwohner bekannten sich zur römisch-katholischen Kirche. Fünf Einwohner waren konfessionslos und bei sechs Einwohnern wurde die Konfession nicht ermittelt.

## Bauwerke und Denkmäler
- Kapelle im neoklassizistischen Stil aus der zweiten Hälfte des 19. Jahrhunderts